# Chicoreus palmarosae
Chicoreus palmarosae ist eine Schnecke aus der Familie der Stachelschnecken (Gattung Chicoreus), die im Indopazifik verbreitet ist. Sie ernährt sich vor allem von Mollusken.

## Merkmale
Das schmal spindelförmige, gestreckte Schneckenhaus von Chicoreus palmarosae, das bei ausgewachsenen Schnecken eine Länge von 6,5 bis 13 cm erreicht, hat ein langes Gewinde und ist mit drei Reihen ganz kurzer, kraus gezähnter Sprossen, in den Zwischenräumen mit keinen und ungleichen Höckerchen besetzt. Der Mündungsrand ist an der Columella dicht gezähnt. Das Gehäuse ist orangebraun, quer gestreift und mit bräunlichen Linien umgeben. Die Mündung ist weiß, die Spitzen der Sprossen purpur violett.

## Verbreitung
Chicoreus palmarosae tritt im Indischen Ozean um Madagaskar, Mauritius, Chagos, Sri Lanka und die Maskarenen auf, im Pazifischen Ozean bis zum südwestlichen Japan.

## Lebensraum
Chicoreus palmarosae lebt auf Korallenriffen in der Gezeitenzone und unterhalb bis in Tiefen von etwa 90 m.

## Nahrung
Chicoreus palmarosae frisst insbesondere Muscheln. Die Schale der Beute wird mit der Radula unter Säureeinwirkung durchbohrt und sodann die Proboscis durch das Loch an das Fleisch des Opfers geführt. Eine andere Angriffsmöglichkeit ist, dass die Schnecke ihre Proboscis durch eine Lücke zwischen den Schalenhälften oder durch die Byssusöffnung zwängt.

## Bedeutung für den Menschen
Chicoreus palmarosae, lange Zeit unter dem Originalnamen Murex palmarosae von Lamarck bekannt, wird wegen seines Gehäuses gesammelt, das als Schmuck verkauft wird.